# Módulo de Young

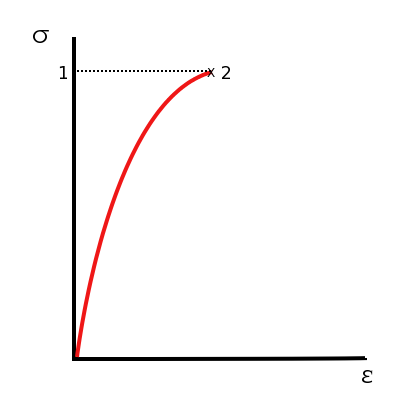
Diagrama tensión - deformación. El módulo de Young viene representado por la tangente a la curva en cada punto. Para materiales como el acero resulta aproximadamente constante dentro del límite elástico.

El módulo de Young (módulo de elasticidad longitudinal) es un parámetro que caracteriza el comportamiento de un material elástico (el parámetro puede depender de la dirección en la que se aplica una fuerza para materiales anisotropos). Para materiales elásticos lineales se puede definir como la razón entre tensión en la dirección de aplicación de una fuerza y la deformación correspondiente, para materiales elásticos no lineales se suele emplear la derivada de la tensión respecto a la deformación.

## Etimología
El término módulo viene del latín modulus, diminutivo de modus: “medida".

## Historia
Este comportamiento fue observado y estudiado por el científico inglés del siglo XIX Thomas Young, aunque el concepto fue desarrollado en 1727 por Leonhard Euler, y los primeros experimentos que utilizaron el concepto de módulo de Young en su forma actual fueron hechos por el científico italiano Giordano Riccati en 1782 (25 años antes del trabajo de Young).

## Descripción
Para un material elástico lineal e isótropo, el módulo de Young tiene el mismo valor para una tracción que para una compresión, siendo una constante independiente del esfuerzo siempre que no exceda de un valor máximo denominado límite elástico, y es siempre mayor que cero: si se tracciona una barra, aumenta de longitud.
Tanto el módulo de Young como el límite elástico son distintos para los diversos materiales. El módulo de elasticidad es una constante elástica que, al igual que el límite elástico, puede encontrarse empíricamente mediante ensayo de tracción del material. Además de este módulo de elasticidad longitudinal, puede definirse el módulo de elasticidad transversal de un material.

## Materiales isótropos

### Materiales lineales
Para un material elástico lineal el módulo de elasticidad longitudinal es una constante (para valores de tensión dentro del rango de reversibilidad completa de deformaciones). En este caso, su valor se define como el cociente entre la tensión y la deformación que aparecen en una barra recta estirada o comprimida fabricada con el material del que se quiere estimar el módulo de elasticidad:
| Símbolo                      | Nombre |
| ---------------------------- | --- |
| {\displaystyle E}            | Módulo de elasticidad (módulo de elasticidad longitudinal o módulo de Young)                                   |
| {\displaystyle \sigma }      | Tensión ejercida sobre el área de la sección transversal del elemento (tensión = fuerza/área)                  |
| {\displaystyle \varepsilon } | Deformación unitaria entendida como la relación entre el cambio de longitud con respecto a la longitud inicial |

La ecuación anterior es válida si la tensión es uniforme en toda la sección, y se escoge el área adecuadamente, además de otras limitaciones; en los contextos en que tiene validez la fórmula anterior se expresa también como:

{\displaystyle \sigma =E\varepsilon \,}

Por lo que dadas dos barras o prismas mecánicos geométricamente idénticos pero de materiales elásticos diferentes, al someter a ambas barras a deformaciones idénticas, se inducirán mayores tensiones cuanto mayor sea el módulo de elasticidad. De modo análogo, tenemos que sometidas a la misma fuerza, la ecuación anterior reescrita como:

{\displaystyle \varepsilon ={\frac {\sigma }{E}}}

nos indica que las deformaciones resultan menores para la barra con mayor módulo de elasticidad. En este caso, se dice que el material es más rígido.

### Materiales no lineales
Cuando se consideran ciertos materiales, como por ejemplo el cobre, donde la curva de tensión-deformación no tiene ningún tramo lineal, aparece una dificultad ya que no puede usarse la expresión anterior. Para ese tipo de materiales no lineales pueden definirse magnitudes asimilables al módulo de Young de los materiales lineales, ya que la tensión de estiramiento y la deformación obtenida no son directamente proporcionales. 
Para estos materiales elásticos no lineales se define algún tipo de módulo de Young aparente. La posibilidad más común para hacer esto es definir el módulo de elasticidad secante medio, como el incremento de esfuerzo aplicado a un material y el cambio correspondiente a la deformación unitaria que experimenta en la dirección de aplicación del esfuerzo:
| Símbolo                          | Nombre                               |
| -------------------------------- | ------------------------------------ |
| {\displaystyle E_{\sec }}        | Módulo de elasticidad secante        |
| {\displaystyle \Delta \sigma }   | Variación del esfuerzo aplicado      |
| {\displaystyle \Delta \epsilon } | Variación de la deformación unitaria |

La otra posibilidad es definir el módulo de elasticidad tangente:
{\displaystyle E_{\tan }=\lim _{\Delta \epsilon \to 0}{\frac {\Delta \sigma }{\Delta \epsilon }}={\frac {d\sigma }{d\epsilon }}\,}

## Materiales anisótropos
Existen varias «extensiones» no excluyentes del concepto. Para materiales elásticos no isótropos el módulo de Young medido según el procedimiento anterior no da valores constantes. Sin embargo, puede probarse que existen tres constantes elásticas Ex, Ey y Ez tales que el módulo de Young en cualquier dirección viene dado por:

{\displaystyle E=l_{x}E_{x}+l_{y}E_{y}+l_{z}E_{z}\;}

y donde {\displaystyle (l_{x},l_{y},l_{z})\,} son los cosenos directores de la dirección en que medimos el módulo de Young respecto a tres direcciones ortogonales dadas.

## Dimensiones y unidades
Las dimensiones del módulo de Young son 

{\displaystyle {M \over {L\ T^{2}}}=\left({{\text{masa}} \over {\text{longitud}}\times {\text{tiempo}}^{2}}\right)}

En el Sistema Internacional de Unidades su unidad más generalizada es el Pascal

{\displaystyle {\text{kg}} \over {{\text{s}}^{2}\ {\text{m}}}} o, más contextualmente, {\displaystyle {\text{Pa}}}

En algunos casos prácticos se usa también el kPa (tejidos blandos del cuerpo), MPa (madera, hueso) o incluso el GPa (metales).

## Valores para varios materiales
Para ver el valor del módulo de elasticidad para varios materiales consultar el Anexo:Constantes elástoplásticas de diferentes materiales.

## Fórmulas de conversión
| Fórmulas de conversión | Fórmulas de conversión                              | Fórmulas de conversión                | Fórmulas de conversión                              | Fórmulas de conversión                   | Fórmulas de conversión                                    | Fórmulas de conversión                           | Fórmulas de conversión                               | Fórmulas de conversión                         | Fórmulas de conversión                   | Fórmulas de conversión                |
| --- | --------------------------------------------------- | ------------------------------------- | --------------------------------------------------- | ---------------------------------------- | --------------------------------------------------------- | ------------------------------------------------ | ---------------------------------------------------- | ---------------------------------------------- | ---------------------------------------- | ------------------------------------- |
| Los materiales elásticos lineales isótropos homogéneos tienen sus propiedades elásticas únicamente determinadas por dos módulos cualesquiera de los especificados anteriormente, por lo tanto, cualquier otro módulo de elasticidad puede ser calculado de acuerdo a estas fórmulas. |                                                     |                                       |                                                     |                                          |                                                           |                                                  |                                                      |                                                |                                          |                                       |
| | {\displaystyle (\lambda ,\,G)}                      | {\displaystyle (E,\,G)}               | {\displaystyle (K,\,\lambda )}                      | {\displaystyle (K,\,G)}                  | {\displaystyle (\lambda ,\,\nu )}                         | {\displaystyle (G,\,\nu )}                       | {\displaystyle (E,\,\nu )}                           | {\displaystyle (K,\,\nu )}                     | {\displaystyle (K,\,E)}                  | {\displaystyle (M,\,G)}               |
| {\displaystyle K=\,} | {\displaystyle \lambda +{\frac {2G}{3}}}            | {\displaystyle {\frac {EG}{3(3G-E)}}} |                                                     |                                          | {\displaystyle \lambda {\frac {1+\nu }{3\nu }}}           | {\displaystyle {\frac {2G(1+\nu )}{3(1-2\nu )}}} | {\displaystyle {\frac {E}{3(1-2\nu )}}}              |                                                |                                          | {\displaystyle M-{\frac {4G}{3}}}     |
| {\displaystyle E=\,} | {\displaystyle G{\frac {3\lambda +2G}{\lambda +G}}} |                                       | {\displaystyle 9K{\frac {K-\lambda }{3K-\lambda }}} | {\displaystyle {\frac {9KG}{3K+G}}}      | {\displaystyle {\frac {\lambda (1+\nu )(1-2\nu )}{\nu }}} | {\displaystyle 2G(1+\nu )\,}                     |                                                      | {\displaystyle 3K(1-2\nu )\,}                  |                                          | {\displaystyle G{\frac {3M-4G}{M-G}}} |
| {\displaystyle \lambda =\,} |                                                     | {\displaystyle G{\frac {E-2G}{3G-E}}} |                                                     | {\displaystyle K-{\frac {2G}{3}}}        |                                                           | {\displaystyle {\frac {2G\nu }{1-2\nu }}}        | {\displaystyle {\frac {E\nu }{(1+\nu )(1-2\nu )}}}   | {\displaystyle {\frac {3K\nu }{1+\nu }}}       | {\displaystyle {\frac {3K(3K-E)}{9K-E}}} | {\displaystyle M-2G\,}                |
| {\displaystyle G=\,} |                                                     |                                       | {\displaystyle 3{\frac {K-\lambda }{2}}}            |                                          | {\displaystyle \lambda {\frac {1-2\nu }{2\nu }}}          |                                                  | {\displaystyle {\frac {E}{2(1+\nu )}}}               | {\displaystyle 3K{\frac {1-2\nu }{2(1+\nu )}}} | {\displaystyle {\frac {3KE}{9K-E}}}      |                                       |
| {\displaystyle \nu =\,} | {\displaystyle {\frac {\lambda }{2(\lambda +G)}}}   | {\displaystyle {\frac {E}{2G}}-1}     | {\displaystyle {\frac {\lambda }{3K-\lambda }}}     | {\displaystyle {\frac {3K-2G}{2(3K+G)}}} |                                                           |                                                  |                                                      |                                                | {\displaystyle {\frac {3K-E}{6K}}}       | {\displaystyle {\frac {M-2G}{2M-2G}}} |
| {\displaystyle M=\,} | {\displaystyle \lambda +2G\,}                       | {\displaystyle G{\frac {4G-E}{3G-E}}} | {\displaystyle 3K-2\lambda \,}                      | {\displaystyle K+{\frac {4G}{3}}}        | {\displaystyle \lambda {\frac {1-\nu }{\nu }}}            | {\displaystyle G{\frac {2-2\nu }{1-2\nu }}}      | {\displaystyle E{\frac {1-\nu }{(1+\nu )(1-2\nu )}}} | {\displaystyle 3K{\frac {1-\nu }{1+\nu }}}     | {\displaystyle 3K{\frac {3K+E}{9K-E}}}   |                                       |